# Sciara pruinosa
Sciara pruinosa är en tvåvingeart som först beskrevs av Bouche 1834.  Sciara pruinosa ingår i släktet Sciara och familjen sorgmyggor.
Artens utbredningsområde är Tyskland. Inga underarter finns listade i Catalogue of Life.